# MTV K
MTV K foi um canal dedicado aos americo-coreanos que apresentou o melhor da cultura coreana, fornecendo uma plataforma para o talento americo-coreano. Este canal foi lançado na DirectTV, 27 de junho de 2006, com o clipe votado videoclipe, pop coreano sensação de BoA, "My Name". MTV K foi apresentado em inglês e combinado a melhor programação de suas filiais internacionais com embalagem especialmente criada, shows, notícias e eventos.
MTV K foi o mais novo canal de lançar sob a bandeira Mundo MTV, após a MTV Chi e MTV Desi(para a China e da Ásia do Sul / Desi-americanos, respectivamente).